# Svarttjärnen (Lima socken, Dalarna, 674237-136050)
Svarttjärnen är en sjö i Malung-Sälens kommun i Dalarna och ingår i Dalälvens huvudavrinningsområde.